# Paslíďákovití
Paslíďákovití (Oxyopidae) představují čeleď pavouků.

## Systematika
Za popisnou autoritu čeledi Oxyopidae je pokládán švédský přírodovědec Tamerlan Thorell (1869). Následující seznam rodů je platný k lednu 2024:
- Hamadruas Deeleman-Reinhold, 2009
- Hamataliwa Keyserling, 1887
- Hostus Simon, 1898
- Oxyopes Latreille, 1804
- Peucetia Thorell, 1869
- Pseudohostus Rainbow, 1915
- Schaenicoscelis Simon, 1898
- Tapinillus Simon, 1898
- Tapponia Simon, 1885

Typový rod představuje Oxyopes.
Paslíďákovití byli tradičně řazeni do nadčeledi Lycosoidea, mj. s čeleděmi slíďákovití (Lycosidae), palovčíkovití (Ctenidae), lovčíkovití (Pisauridae) a dalšími. Sdíleným odvozeným znakem této skupiny měla být specifická stavba odrazivé vrstvičky v oku, svým tvarem připomínající mřížku. Molekulárně-fylogenetické studie, včetně práce z roku 2015, nicméně naznačují složitou evoluční historii této struktury, jež se vyvinula nejméně třikrát nezávisle na sobě a u několika linií také došlo k její ztrátě, není tedy vhodným znakem pro rekonstrukci fylogeneze.  Paslíďákovití v novějších studiích vystupují v rámci širšího kladu nazvaného „Oval Calamistrum clade“.
Na základě molekulárně-fylogenetické studie z roku 2017 tvoří čeleď Oxyopidae dva dobře podporované klady, jejichž vzájemný sesterský vztah a celkový monofyletismus byl nicméně sporný, komplikovaný nekonzistentním postavením problematické čeledi Senoculidae, resp. jejího jediného rodu Senoculus. Z morfologického hlediska je čeleď Oxyopidae dobře definovatelná.

## Popis

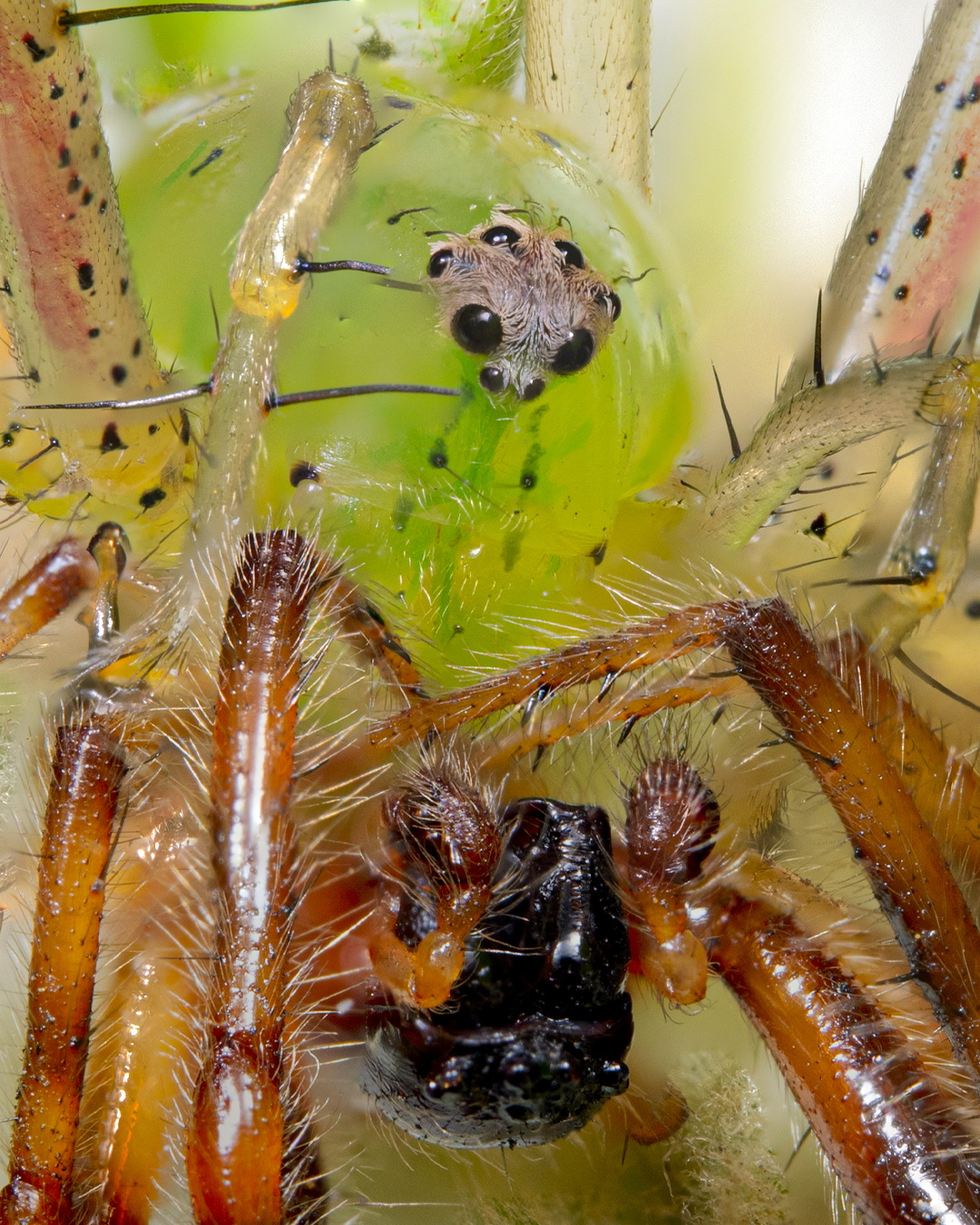
Blíže neurčený paslíďák s kořistí

Paslíďákovití představují malé až středně velké pavouky o velikosti 4 až 14 (23) mm, přičemž samice obvykle dosahují větších rozměrů ve srovnání se samci. Hlavohruď je delší než širší a nápadně vysoká, směrem dozadu se svažuje. Podlouhlý zadeček se směrem ke konci zužuje do jediného bodu, u samců bývá celkově užší než hlavohruď. Kráčivé končetiny jsou dlouhé, s výraznými ostny a třemi drápky. Snovací aparát je generalizovaný, se třemi páry snovacích bradavek. Chybí snovací políčko (kribelus), na jehož místě se objevuje kolulus (drobná bradavka bez vývodu snovacích žláz). Osm očí je uspořádáno do čtyř řad po dvou, ve tvaru šestiúhelníku zabírají relativně malou plochu hlavohrudi. Pro paslíďákovité je typické pestré zbarvení, hlavohruď mohou zdobit nápadné pruhy či skvrnky, někdy i duhové odlesky. Samci mívají tmavě zbarvená makadla, jejichž pohyby vábí potenciální partnerky ve své blízkosti – pro různé druhy bývají typické specifické pohybové kreace makadel, kráčivých končetin a zadečku.
Paslíďákovití představují celosvětově rozšířenou čeleď pavouků, centrum jejich druhové bohatosti se nicméně soustředí do tropických oblastí. Českou faunu zastupuje pouze jediný druh, paslíďák keřový (Oxyopes ramosus). Jde o aktivní lovce žijící ve vegetaci, pomocí skoků mohou svou kořist dostihnout dokonce i ve vzduchu, několik druhů však spřádá i menší sítě. Síťoví paslíďáci rodu Tapinillus původem z neotropické oblasti dokonce žijí v početných koloniích, jež pojímají desítky jedinců včetně dospělců obou pohlaví a různě starých mláďat. Samice paslíďáků svá vajíčka ukládají do kokonů zapředených v okolní vegetaci. Své potomstvo aktivně brání; pozoruhodným zástupcem je v tomto ohledu paslíďák zelenavý (Peucetia viridans), jehož samice ochraňují kokony a čerstvě vylíhnutá mláďata agresivním rozstřikováním jedu na blízké narušitele. Kapky jedu mohou dolétnout až do vzdálenosti 20 cm a při zasažení oka působí dráždivě.